# 奨匡社
奨匡社（しょうきょうしゃ）は、明治時代に長野県の松本・安曇野周辺で、主に国会の開設を求めるために結成された自由民権運動の結社である。
当時、同様な結社は全国にあり、国会期成同盟の大会は東京や大阪などで開かれた。

## 概要
1880年（明治13年）4月11日に745名が松本の寺に集まって結成大会が行われ、長野県における自由民権運動の中核的存在となった。同年5月21日、中心メンバーであった松沢求策と上条螘司は、県民2万1535人の署名を得た「国会開設ヲ上願スルノ書」を持って松本を出発した。元老院や太政官は人民の請願権を一切認めず、国会開設請願運動は衰えたが、彼らの動向は新聞で報道され、国会開設の世論が沸いた。
しかし、1881年には北海道開拓使官有物払下げ事件から国論が沸き、同年10月12日に10年後に国会を開設するという詔勅が出されるに至った。
長野県の民権運動自体は、飯田事件・秩父事件の激化などが影響して衰退し、1890年の国会開設を迎えるが、のちに降旗元太郎、木下尚江、中村太八郎らによる松本での普通選挙期成運動へとつながっていった。

## 結成まで
1875年（明治8年）6月、第1回地方官会議には全国から26人の傍聴人が集まったが、彼らは地方民会の議員は公選にすべきであるという建白書を元老院に提出した。この傍聴人の中には、筑摩県下問会議の議員だった窪田畔夫と清水又居もいた。地方民会を公選制にすべきとの声が高まり、筑摩県を合わせた後の長野県でも、1878年3月の第2回全管会議では議員は公選になった。さらに1879年3月には、府県会規則により第1回通常長野県会が開かれた。このように地方段階での議会が始まると、国会を開設すべきであるとの世論がしだいに高くなった 。
1879年11月20日、市川量造・三上忠貞・上条螘司・松沢求策が集まり、1社を設立して人々が結合するきっかけ作りをしようとの話合いをした。これが奨匡社設立の出発点になり、長野県での自由民権運動の地盤形成の起点になった。

### 名称の由来
武居用拙は『奨匡社記』で、奨匡社の名称は、『孝経』の「其ノ美ヲ奨順シ、其ノ悪ヲ匡救ス」に由来すると書いている。これによれば、自由民権を奨順し、専制政治の悪い点を匡救するための結社として奨匡社を位置づけている。

## 進展
20人の創立委員の中には浅井洌・上条螘司・三上忠貞・武居用拙・太田幹らの教員がいる。
自由民権派小学校教員の結社として、松本には別に月桂社があり、1879年（明治12年）1月から『月桂新誌』を発行していた。

## 弾圧
明治政府は、民権運動を弾圧するため、1880年に集会条例を定めて、政治集会に教員や生徒が参加することを禁止した。これは教員の政治活動に対する大打撃であった。奨匡社もこの問題で混乱し、民権運動から離脱する教員も出てきた。
長野県は、政府のつくった「小学校教員心得」を、1881年7月に全教員に配布して政治活動禁止を徹底しようとし、さらに1882年9月には長野県師範学校の制度を改定して校長の権限を強めた。この他、政談演説のための学校使用禁止、生徒の取締りの強化などを進め、一方、忠君愛国の教育を促進するように、わざわざ宮内省に「幼学綱要」の下付を要請して全校に配布した。教員側も、民権運動の敗北、飯田事件・秩父事件の激化などをきっかけにして、民権運動・政治活動から離れる者が増えた。
上条螘司は亡くなる2年前の1914年に、『松沢求策伝』に跋を書いているが、そこに「教員になって国事を語らなくなったことは、自分本来の考えと違うことで、大変に恥ずかしく万死に価する」とある。このような弾圧に負けてのことであるが、渦中にいた彼らが弾圧と自分の行動の変化をどのように認識していたか、今ではわからない。
浅井洌は集会条例などが制定され教員の政治運動が困難になると、教育に専念するようになった。